# Pseudochthonius pulchellus
Pseudochthonius pulchellus är en spindeldjursart som först beskrevs av Edvard Ellingsen 1902.  Pseudochthonius pulchellus ingår i släktet Pseudochthonius och familjen käkklokrypare. Inga underarter finns listade i Catalogue of Life.